# Финоккьяро, Анна
Анна Финоккьяро (итал. Anna Finocchiaro; род. 31 марта 1955, Модика, провинция Рагуза, Сицилия) — итальянский юрист и политик, министр по обеспечению равных возможностей в первом правительстве Проди (1996—1998), министр по связям с парламентом в правительстве Джентилони (2016—2018).

## Биография

### Ранние годы
Анна Финоккьяро родилась 31 марта 1955 года в Модике (провинция Рагуза, Сицилия). Получила высшее юридическое образование, с 1981 года работала в савонском филиале Банка Италии. С 1982 по 1985 год являлась претором (в Италии того периода — судья для рассмотрения мелких административных и уголовных дел) в Леонфорте на Сицилии, с 1985 по 1987 год исполняла обязанности прокурора в Катании. С 1988 по 1995 год состояла в коммунальном совете Катании, где представляла сначала Коммунистическую партию, а затем Демократическую партию левых сил.

### Депутат парламента
В 1987—1992 годах состояла во фракции ИКП-ДПЛС Палаты депутатов X созыва, в 1992—1994 годах в Палате XI созыва — во фракции ПДЛС, в 1994—1996 годах в Палате XII созыва — во фракции прогрессистов-федералистов, в 1996—2006 годах в Палате XIII и XIV созывов — во фракции ЛД-«Оливковое дерево».

### Министр равных возможностей в первом правительстве Проди
С 17 мая 1996 по 21 октября 1998 года Финоккьяро являлась министром без портфеля по обеспечению равных возможностей в первом правительстве Проди.

### Сенатор
В 2006—2008 годах в Сенате XV созыва состояла во фракции «Оливковое дерево», а с 3 мая 2006 по 28 апреля 2008 года возглавляла её (с 27 ноября 2007 года фракция именовалась Демократическая партия-Оливковое дерево). С 6 мая 2008 по 14 марта 2013 в Сенате XVI созыва возглавляла фракцию Демократической партии. В Сенате XVII созыва с 19 марта 2013 года входит во фракцию Демократической партии, с 7 мая 2013 года возглавляет 1-ю постоянную комиссию Сената (конституционные вопросы).

### Министр по связям с парламентом в правительстве Джентилони
12 декабря 2016 года после отставки правительства Ренци вступила в должность министра по связям с парламентом сформированного в этот день правительства Джентилони.

## Личная жизнь
Анна Финоккьяро замужем за Мелькиорре Фидельбо (Melchiorre Fidelbo), у супругов две дочери — Миранда (род. 1988) и Костанца (род. 1994).
Прокуратура Катании проводила расследование в отношении Мелькиорре Фидельбо, гинеколога и одного из совладельцев фирмы Solsamb Srl, занимавшейся информатизацией медицинских учреждений, по подозрению в злоупотреблении властью и мошенничестве при получении этой компанией контракта на 1,7 млн евро в 2010 году на оборудование пункта медицинской помощи (Presidio terrotoriale di assistenza) в Джарре. 25 октября 2012 года обвинения были сняты.
11 июня 2013 года Финоккьяро заполнила в качестве вновь избранного сенатора декларацию об имущественном положении, согласно которой она владеет долей двух домов в Трекастаньи (провинция Катания) и трёх — в Катании, а также имеет в пользовании три дома в Риме и два — в Катании. Кроме того, имеет Alfa Romeo MiTo выпуска 2011 года.